# بطيوة
بطيوة إحدى بلديات ولاية وهران. ومقر دائرة بطيوة تبلغ مساحة البلدية حوالي 108٫57 كم2
وبتعداد سكاني قدره 18٬215 نسمة حسب إحصاء 2008م وتبعد عن عاصمة الولاية بـ 43 كلم وعن مستغانم بـ 38 كلم وعن أرزيوبـ 20 كلم عرفت قديما بـ Portus magnus والتي مازالت آثارها شاهدة على رقيها إزدهارها 
تشتهر البلدية بضمهما للعديد من الشركات والمؤسسات ومنطقة صناعية كبرى إضافة لرصيف ميناء الذي يصدر المحروقات نحو الخارج

## تاريخ

### حقبة قبل الميلاد

كتابة لاتنية بالموقع الأثري بورتيس ماغنيس

أسس الفينيقين مرفأ بالمنطقة نظرا للموقع الممتاز و بقدوم الرومان للمنطقة إستعمارها لشمال إفريقيا أسسوا مدينة على أنقاض من سبقوهم وسموها Portus magnus وإزدهرت المدينة وبلغت ذروت مجدها كثيرًا في القرن الثالث ميلادي لكن بدأ نجمها يخفت في القرن الرابع ميلادي ولدت مهجورة بسبب سياسة الإمبراطور الروماني ديقليانوس الساعية لتقليص حدود الإمبراطورية الرومانية للدفاع عنها بشكل جيد وسكنت المدينة جالية رومانية وكذلك قبيلة كيرينا الغالية .

### الحقبة الإسلامية
بطيوة إحدى بلديات ولاية وهران. وBettioua (البربرية Ibettiwen16) تأتي من قبيلة البربر قوية تحمل نفس الاسم، يعيش سكان الريف (المغرب) وقد أعاره ذراعيه لبني ميرين ضد زر بني حفص. في عام 1370 وBettioua 9 المريني أعقبت السلطان عبد العزيز في حملته ضد Mazouna وMaghraoua واستقر بعد هزيمتهم قرب مستغانم، مع الحفاظ على التبادلات عالية الحالية مع نظرائهم الريف
ومع ذلك، يتم دخولهم «الرسمية» في التاريخ من خلال فعل من 1784 الذي ينص على وجه التحديد من أنقاض بورتوس ماغنوس: يصف قانون تبادل أراضيها قرب مستغانم (Mazagnan) حيث عاش القرن الماضي مساعدة الأتراك إقليم أرزيو، في إطار بك من الماسكارا محمد Kebir19، واشتملت على تبادل الحق في استخدام أرزيو المالحة، وشملت دائما في الأراضي الحالية لBethioua. خلال الحرب بين أمير Abldekader القوات الفرنسية، وكان Bettioua إلى ترك مدينتهم واللجوء قرب مستغانم وبما Mazagnan حيث تم تثبيتها في الأصل. في وقت لاحق عندما كانت التهدئة كاملة، السلطات الفرنسية عرضت Bettioua في التقدير من بعض pacifité احترامهم للتخلص من أراضيهم في منطقة مستغانم، لكنهم طلبوا إعادة تثبيت المنزل حيث أتوا وجه منازلهم وزراعة حدائقهم. معظم أحفادهم لا يزالون يعيشون في القرن التاسع عشر على أنقاض المدينة الرومانية. احتفظوا بهم البربرية حديث طويل ذكرت خطر لصالح العربية في عام 1883، وانه لم يعد بقي عدد قليل من المتحدثين كبار السن في عام 1910ونشرت مسرد مع جزء كبير من المعجم في مجلة الأفريقية من نفس العام

## المواصلات
- رصيف مينائي[4]
- خط السكة الحديدية بطيوة -حاسي مفسوخ[5]
- الطريق الوطني رقم 11
- الطريق الوطني رقم 97
- الطريق الولائي رقم 82

## الإقتصاد

### الصناعة
- المنطقة الصناعية بطيوة [6]
- مركب الحديد والصلب بطيوة [7] توسيالي
- مركب سوناطراك[8]

## التعليم
- ثانوية الأمير عبد القادر[9]

## منشآت دينية

### زوايا
- الزاوية البوعبدلية

## الرياضة
- أمل بطيوة لكرة الطائرة[10]
- الترجي الرياضي مستقبل بطيوة[11]

## معالم
|    | المعلم                      | نبذة                                                            | صورة |
| -- | --------------------------- | --------------------------------------------------------------- | ---- |
| 01 | الموقع الأثري بورتيس ماغنيس | Portus Magnus من أهم مدن موريطانيا القيصرية وتبلغ مساحتها 36 هآ |      |
| 02 | المتحف                      |                                                                 |      |
| 03 | مسجد الرحمة                 |                                                                 |      |
| 04 | الزاوية البوعبدلية          |                                                                 |      |

## أعلام
- أبو عبد الله البوعبدلي
- المهدي البوعبدلي

- عياض البوعبدلي

- نصر الدين البحاري

## وصلة خارجية
- بلديـة بطيوة